# تربة جافة
التربة الجافة أو تربة الصحراء أو أريدسول (بالإنجليزية: Aridisol)‏، هو أحد أنظمة تصنيف التربة الأمريكي لوكالة حفظ الموارد الطبيعية بالولايات المتحدة. سبب تسميتها بالأرض الجافة تنخفض بها نسبة المواد العضوية وغنية بالأملاح المترسبة، بها شح مياه وبالتالي ضعف إلى انعدام الإنتاج النباتي.